# Géomètre (magazine)
Géomètre est un magazine mensuel professionnel destiné aux géomètres, publié sans interruption depuis 1847.

## Histoire
La revue est née en janvier 1952 de la  fusion du Journal des Géomètre-Experts et topographes français et de la Revue mensuelle de l'Ordre des géomètres-expert français".
Initialement le nom complet de la revue était Géomètre : revue des géomètres-experts et topographes français.

## Présentation
Géomètre s'intéresse à tous les domaines qui concernent la profession : l'information géographique (à propos des cadastres par exemple), la planification territoriale de l'aménagement urbain et rural, l'environnement, l'immobilier (estimation des biens, gestion foncière). 
Chaque numéro contient un dossier central sur un sujet principalement technique (GPS, Système d'information géographique, ingénierie, levés, photogrammétrie...) ou juridique, législatif (jurisprudences récentes, copropriété, domaine public, zonages...)
Le magazine détaille aussi à chaque numéro l'actualité de l'information pratique (produits et services, petites annonces, ouvrages récents...), Syndicat de la presse spécialisée (FNPS).